# Sumatrakanin
Sumatrakanin (Nesolagus netscheri) är en art i familjen harar och kaniner som förekommer på Sumatra.

## Beskrivning
Arten liknar andra kaniner. Den når en kroppslängd (huvud och bål) av 37 till 42 cm och en svanslängd av cirka 1,7 cm. Öronen är bara omkring 4,5 cm långa. Pälsen har huvudsakligen en grå färg på ryggen samt en vit färg på buken. Påfallande är flera mörkbruna eller svarta strimmor på ryggen och i ansiktet.
Djuret vistas i skogar på sydvästra Sumatra. En individ hittades dessutom på nordvästra Sumatra. Regionen ligger 600 till 1 600 meter över havet.
Sumatrakanin är aktiv på natten och livnär sig av växter som bildar skogens undervegetation samt i mindre mått av bark. På dagen vilar individerna i underjordiska bon som troligen övertogs från andra djur.
Arten jagas inte intensiv då den är ganska sällsynt. Den hotas främst av habitatförstörelse genom skogsavverkning. IUCN listar Sumatrakaninen som sårbar (VU).
Sumatrakaninen beskrevs 1880 för första gången av Hermann Schlegel med det vetenskapliga namnet Lepus netscheri. 1899 flyttades arten av den schweiziska zoologen Charles Immanuel Forsyth Major till det egna släktet Nesolagus. Fram till Annamitkaninens upptäckt året 2000 var Sumatrakaninen den enda arten i släktet.